# Steinlauihorn
Steinlauihorn (alternativt: Steinlouwihorn) är ett berg på gränsen mellan kommunerna Guttannen och Innertkirchen i kantonen Bern i Schweiz. Det är beläget i Bernalperna, cirka 70 kilometer sydost om huvudstaden Bern. Berget ligger söder om Ritzlihorn. Toppen på Steinlauihorn är 3 161 meter över havet.